# Eristalis jugorum
Eristalis jugorum är en tvåvingeart som beskrevs av Johann Egger 1858. 
Eristalis jugorum ingår i släktet slamflugor, och familjen blomflugor. Artens utbredningsområde är Österrike. Inga underarter finns listade i Catalogue of Life.

## Bildgalleri

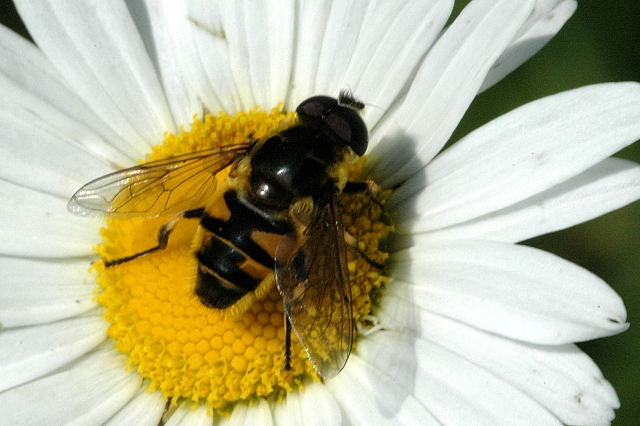
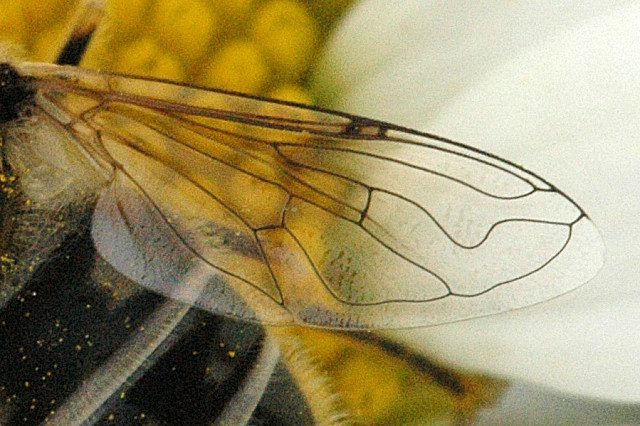
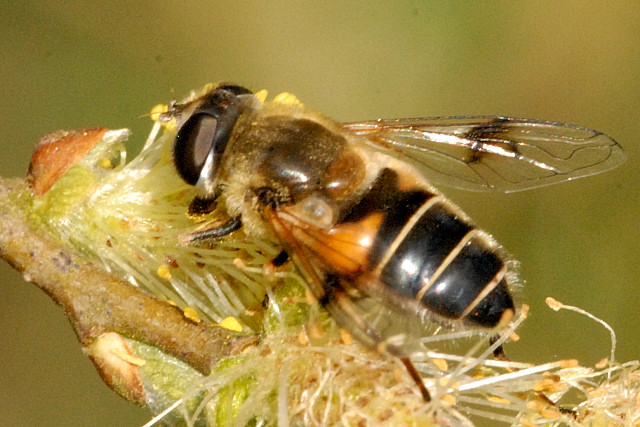
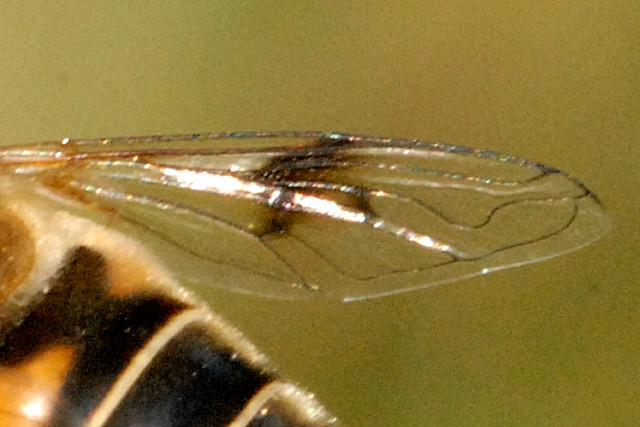